# Karl Brunner (Anglist)
Karl Brunner (* 8. Juni 1887 in Karolinenthal, Österreich-Ungarn; † 26. April 1965 in Innsbruck) war ein österreichischer Anglist und Rektor der Universität Innsbruck.

## Leben
Karl Brunner absolvierte das Gymnasium und Studium in Innsbruck und habilitierte sich 1915 in Wien und wurde dort 1916 Privatdozent. 1922 wurde er als außerordentlicher Professor an die Wiener Hochschule für Welthandel berufen. 1924 wechselte er als ordentlicher Professor und Direktor des Instituts für Englische Sprache und Literatur an die Universität Innsbruck. 1928/29 und 1936/37 war er Dekan der Philosophischen Fakultät und vor dem Zweiten Weltkrieg 1937/38 Rektor der Universität Innsbruck. Seine Kritik am „Anschluss“ führte zu seiner unfreiwilligen, vorzeitigen Versetzung in den Ruhestand und zu weiteren Nachteilen. 1945/46 war er der erste Rektor der Universität Innsbruck nach Ende des Zweiten Weltkriegs.

## Familie
Brunner war der Sohn des Chemikers Karl Brunner und der Lehrerin und Frauenrechtlerin Virginia Brunner. Sein Großvater war der Pädagoge Franz Hochegger.

## Wissenschaft
Karl Brunner gilt als bedeutender Anglist. Neben seinem breiten Wissen über viele Bereiche seines Faches lag sein Forschungsschwerpunkt in der Geschichte der englischen Sprache.

## Wichtigste Werke
(nach Harro H. Kühnelt, Nachfolger von Karl Brunner am Institut für Anglistik)
- Der mittelenglische Versroman über Richard Löwenherz. Kritische Ausgabe nach allen Handschriften mit Einleitung, Anmerkungen und deutscher Übersetzung (Wiener Beiträge zur englischen Philologie 42). Wien und Leipzig, W. Braumüller (1913).

- Die Dialektliteratur von Lancashire (Publikationen der Hochschule f. Welthandel). Wien, Verlag d. Hochschule f. Welthandel (1920).

- Übungsstücke zur Einführung in die neuenglische Sprache bei Anfängerkursen an Hochschulen. Mit einer kurzen Grammatik. Wien und Leipzig, F. Deuticke (1920).

- English Commercial Correspondence. A Handbook for Students. Wien und Leipzig, F. Deuticke (1922)

- Rudolf Fischer, Shakespeare Sonette (Gruppierung, Kunstform). Aus dem Nachlasse hrsg. von Karl Brunner (Wiener Beiträge zur engl. Philologie 53). Wien und Leipzig, W. Braumüller (1925).

- Großbritannien. Land – Volk – Staat (Die Handbibliothek des Philologen). Bielefeld und Leipzig, Velhagen & Klasnig (1929).

- Mittelenglisches Lesebuch für Anfänger (Germanische Bibliothek, 3. Reihe: Lesebücher 9), zus. mit Rudolf Hittmair. Heidelberg, C. Winter (1929).

- Neuere amerikanische Dichtung seit Walt Whitman. Mit Anmerkungen in einem Anhang und einem Wörterbuch (English Authors 196, Ausg. B). Bielefeld und Leipzig, Velhagen und Klasing (1930).

- The Seven Sages of Rome (Southern Version). Ed. from the Mss. (Early English Text Society, Original Series 191), London, H. Milford (1933).

- Abriß der mittelenglischen Grammatik (Sammlung kurzer Grammatiken german. Dialekte. C. Abrisse 6). Halle (Saale), M. Niemeyer (1938).

- Eduard Sievers, Abriß der altenglischen (angelsächsischen) Grammatik. 10. Auflage, neubearbeitet von Karl Brunner (Sammlung kurzer Grammatiken german. Dialekte. C. Abrisse 2). alle (Saale), M. Niemeyer (1941).

- Altenglische Grammatik nach der angelsächsischen Grammatik, von Eduard Sievers (Sammlung kurzer Grammatiken german. Dialekte. A. Hauptreihe 3). Halle (Saale), M. Niemeyer (1942).